# Vritjakktjärnen
Vritjakktjärnen är en sjö i Lycksele kommun i Lappland och ingår i Öreälvens huvudavrinningsområde. Sjön har en area på 0,0292 kvadratkilometer och ligger 483,1 meter över havet.

## Delavrinningsområde
Vritjakktjärnen ingår i det delavrinningsområde (712711-163397) som SMHI kallar för Inloppet i Vargträsket. Medelhöjden är 399 meter över havet och ytan är 18,15 kvadratkilometer. Räknas de 6 avrinningsområdena uppströms in blir den ackumulerade arean 150,44 kvadratkilometer. Vargån som avvattnar avrinningsområdet har biflödesordning 2, vilket innebär att vattnet flödar genom totalt 2 vattendrag innan det når havet efter 136 kilometer. Avrinningsområdet består mestadels av skog (94 procent). Avrinningsområdet har 0,03 kvadratkilometer vattenytor vilket ger det en sjöprocent på 0,2 procent.